# Граф Шрікханде
Граф Шрікханде — граф, знайдений Ш. Ш. Шрікханде 1959 року. Граф сильно регулярний, має 16 вершин і 48 ребер і кожна вершина має степінь 6. Кожна пара вузлів має рівно двох спільних сусідів, незалежно від того, пов'язана ця пара ребром чи ні.

## Побудова
Граф Шрікханде можна побудувати як граф Келі, в якому множина вершин — це {\displaystyle \mathbb {Z} _{4}\times \mathbb {Z} _{4}}, а дві вершини пов'язані тоді й лише тоді, коли різниця міститься в {\displaystyle \{\pm (1,0),\pm (0,1),\pm (1,1)\}}.

## Властивості
У графі Шрікханде будь-які дві вершини I і J мають двох різних спільних сусідів (за винятком самих вершин I і J), що виконується незалежно від того, суміжні I і J, чи ні. Іншими словами, граф сильно регулярний та його параметрами є: {16,6,2,2}, тобто {\displaystyle \lambda =\mu =2}. З цієї рівності випливає, що граф асоційований із симетричними зрівноваженими неповними блок-схемами (англ. Balanced Incomplete Block Designs, BIBD). Такі ж параметри має 4×4 туровий граф, тобто реберний граф L(K4,4) повного двочасткового графа K4,4. Останній граф є єдиним реберним графом L(Kn, n), якого параметри сильної регулярності не визначають єдиним чином, і граф ділить їх з іншим графом, а саме графом Шрікханде (який не є туровим графом).
Граф Шрікханде локально шестикутний. Тобто сусіди кожної вершини утворюють цикл із шести вершин. Як і будь-який локально циклічний граф, граф Шрікханде є 1-вимірним кістяком тріангуляції Вітні деякої поверхні. У разі графа Шрікханде ця поверхня — тор, у якому кожна вершина оточена шістьма трикутниками. Таким чином, граф Шрікханде — це тороїдальний граф. Вкладення утворює регулярне відображення в тор з 32 трикутними гранями. Кістяк дуального графа цього відображення (як вкладеного в тор) — граф Діка, кубічний симетричний граф.
Граф Шрікханде не є дистанційно-транзитивним. Це найменший дистанційно-регулярний граф, який не є дистанційно-транзитивним.
Група автоморфізмів графа Шрікханде має порядок 192. Вона діє транзитивно на вершини, на ребра та дуги графа. Тому граф Шрікханде є симетричним графом.
Характеристичний многочлен графа Шрікханде дорівнює {\displaystyle (x-6)(x-2)^{6}(x+2)^{9}}. Отже, граф Шрікханде є цілим графом — його спектр складається повністю з цілих чисел.
Граф має книжкову товщину 4 та число черг 3 .

## Галерея

Граф Шрікханде є тороїдальним.
Хроматичне число графа Шрікханде дорівнює 4.
Хроматичний індекс графа Шрікханде дорівнює 6.
Граф Шрікханде, намальований симетрично.
Граф Шрікханде гамільтонів.